# HMS Juno (F46)
Pour les autres navires du même nom, voir HMS Juno.
Le HMS Juno (F46) est un destroyer de la classe J construit pour la Royal Navy. Lancé le 8 décembre 1938 et armé en août 1939, il intègre la Mediterranean Fleet. Lorsque la Seconde Guerre mondiale éclate, il participe aux batailles de Punta Stilo et du cap Matapan. Le 21 mai 1941, durant la bataille de Crète, le Juno est coulé au sud de la Crète par un bombardier italien CANT Z.1007.